# Commander's Arsenal
Commander's Arsenal è un set speciale del gioco di carte collezionabili Magic: l'Adunanza edito da Wizards of the Coast. In vendita in tutto il mondo dal 2 novembre 2012 ma solo in lingua inglese.

## Caratteristiche
Commander's Arsenal (la cui traduzione dall'inglese è "l'arsenale del comandante") è un cofanetto contenente una selezione di diciotto carte predeterminate, tutte in versione foil. Il tema comune di queste carte è il formato "Commander", ovvero un modo alternativo di giocare a Magic, nel quale ogni giocatore parte da un totale di quaranta punti vita e possiede un grimorio di almeno cento carte ognuna diversa dall'altra (tranne che per le terre base). Il nome di questo formato deriva dal fatto che ogni mazzo contiene un "comandante", ovvero una creatura leggendaria che viene tolta dal mazzo all'inizio della partita e messa nella cosiddetta "zona di comando". Il comandante può essere giocato da questa zona come se si trovasse nella mano del suo proprietario, può fare ritorno in questa zona una volta morto, invece di finire nel cimitero come le altre creature, per poi quindi essere rigiocato. Le carte del grimorio inoltre non possono contenere simboli di mana che non siano stampati anche sul comandante di quel mazzo. Tutte le carte di Commander's Arsenal hanno la caratteristica di essere molto popolari in questo strano formato, e fra di esse non mancano diverse creature leggendarie che possono rivelarsi ottimi comandanti. Tutte le carte sono a bordo nero, e cinque di esse presentano una nuova illustrazione creata apposta per l'occasione.
Il cofanetto contiene anche diversi accessori, come una ventina di segnalini a due facce (+ e -), un segnavita che può arrivare fino a 99 e 140 bustine protettive in plastica dal retro illustrato. Oltre a questo nella confezione è possibile trovare dieci carte di Magic sovradimensionate, che rappresentano dieci creature leggendarie molto popolari come comandanti. Queste carte sono anch'esse a bordo nero e in versione foil.
Il simbolo dell'espansione è una gemma divisa in tre parti, e si presenta nei consueti quattro colori a seconda della rarità: nero per le comuni, argento per le non comuni, oro per le rare, e bronzo per le rare mitiche. Tutte le carte di questo set sono già state stampate in precedenti espansioni, ed essendo i mazzi predeterminati, la rarità delle singole carte è determinata dalla rarità che avevano quando sono apparse nei precedenti set di espansione del gioco.

## Lista delle carte
1. Distorsione Caotica (dal set speciale Commander)
2. Torre di Comando (nuova illustrazione, dal set speciale Commander)
3. Decreto del Dolore (nuova illustrazione, dall'espansione Flagello)
4. Diserzione (dall'espansione Visioni, presente anche nella Sesta Edizione del set base)
5. Diaochan, Artful Beauty (dal set introduttivo Portal Three Kingdoms, carta mai stampata in italiano)
6. Ragna Tana di Drago (dal set speciale Planechase (2012 Edition))
7. Replicatore (nuova illustrazione, dall'espansione Mirrodin, presente anche nel set speciale Archenemy)
8. Edric, Capospia di Trest (dal set speciale Commander)
9. Kaalia della Vastità (dal set speciale Commander)
10. Loyal Retainers (dal set introduttivo Portal Three Kingdoms, carta mai stampata in italiano)
11. Errante del Maelstrom (dal set speciale Planechase (2012 Edition))
12. Il Mimoplasma (dal set speciale Commander)
13. Occhio della Mente (nuova illustrazione, dall'espansione Mirrodin)
14. Risveglio del Mirari (dall'espansione Sentenza)
15. Studio Ristico (dall'espansione Profezia)
16. Scansia di Pergamene (dall'espansione Tempesta)
17. Biblioteca Silvestre (nuova illustrazione, dall'espansione Leggende, presente anche nella Quarta e nella Quinta Edizione del set base)
18. Vela Manto della Notte (dal set speciale Planechase (2012 Edition))